# Bell 222
Bell 222 är en helikopter från Bell Helicopter Textron. Den började började byggas 1974.
När den först tillverkades ansågs den av vissa vara den mest avancerade helikopter som fanns att tillgå, den hade ett antivibrationssystem samt hydrauliska och elektriska navigationssystem. År 1980 var produktionen i full gång och helikoptern fanns att köpa på marknaden. Den har huvudsakligen använts som ambulanshelikopter och transporthelikopter.